# 岩泉町 (八戸市)
岩泉町（いわいずみちょう）は、青森県八戸市の地名。

## 地理
八戸市の中央部に位置し、北・東に朔日町、東に類家、南に吹上一丁目、西に長横町が面している。地区の面積は17781平方メートル。八戸市中心市街地の区域、吹上地域に属する。

## 地名の由来
不明である。

## 歴史

### 沿革
- 1872年（明治5年）町村役人廃止により大区小区制による地方行政制度に改められる[7]。岩泉丁とされ、九大区二小区の42村の一つに含まれた[8]。
- 1889年（明治22年）4月1日 - 町村制施行。岩泉町は三戸郡八戸町に属する[9]。
- 1929年（昭和4年）5月1日 - 市制施行に伴い、岩泉町は八戸市に属する[10][11]。
- 1986年（昭和61年）2月17日 - 吹上・長者地区の住居表示が実施され、一部が吹上一丁目に変更される[12][13]。

### 字・町名の変遷
| 実施後     | 実施年月日    | 実施前（特記なき字名はその一部）                                                                                           |
| ---------- | ------------- | --- |
| 吹上一丁目 | 1986年2月17日 | 大字類家字向田屋の全部、同字新寺前の全部、同字外中居の全部、同字縄手下、同字堤田、大字中居林字館越、大字岩泉町、大字長横町 |
| 吹上二丁目 | 1986年2月17日 | 大字中居林字上野切、同字館越山、同字外中居、同字館越                                                                       |
| 吹上三丁目 | 1986年2月17日 | 大字糠塚字野場先、同字長者山下、大字類家字縄手下、大字中居林字吹揚                                                         |
| 吹上四丁目 | 1986年2月17日 | 大字中居林字花草谷地の全部、同字吹揚、大字糠塚字野場先                                                                     |
| 吹上五丁目 | 1986年2月17日 | 大字中居林字館越山、同字外中居、同字上野切                                                                                 |
| 吹上六丁目 | 1986年2月17日 | 大字中居林字藤覚、同字蒼前                                                                                                 |
| 長者一丁目 | 1986年2月17日 | 大字糠塚字下道、同字南糠塚、同字北糠塚、同字長者山                                                                         |
| 長者二丁目 | 1986年2月17日 | 大字糠塚字段の外の全部、同字野場先、同字長者山下、大字中居林字吹揚                                                         |
| 長者三丁目 | 1986年2月17日 | 大字糠塚字𦹀渡の全部、同字中村の全部、同字北糠塚、同字南糠塚、同字平中                                                     |
| 長者四丁目 | 1986年2月17日 | 大字糠塚字北長市の全部、同字西道の一部                                                                                     |

## 世帯数と人口
| 字                  | 世帯数 | 人口 |
| 大字岩泉町 (八戸市) | 11世帯 | 19人 |
| 合計                | 11世帯 | 19人 |